# Junior Reid & The Bloods
Junior Reid & The Bloods – siódmy album studyjny Juniora Reida, jamajskiego wykonawcy muzyki roots reggae i dancehall.
Płyta została wydana w roku 1995 przez waszyngtońską wytwórnię RAS Records. Produkcją krążka zajął się sam wokalista. We wszystkich utworach gościnny udział wzięli różni przyjaciele Reida ze sceny muzycznej, m.in. Michael Rose, Gregory Isaacs czy też Dennis Brown. 

## Lista utworów
1. "Anthem" feat. Bitter Roots
2. "Burning Down" feat. Michael Rose
3. "Gun No Have Sense" feat. Captain Thunder
4. "World Gone Reggae" feat. Snagga Puss
5. "Dance Nah Keep Again" feat. Dennis Brown
6. "Not A One Man Thing" feat. Dennis Brown & Gregory Isaacs
7. "Dance F. Gwan" feat. Ricky General
8. "Babylon Fall" feat. Pinchers & Fragga Ranks
9. "Cry Now" feat. Captain Thunder & Gringo Ranks
10. "Rasta Soldiers On Guard" feat. Roger Flames & Iya Thunger

## Muzycy
- Daniel "Axeman" Thompson - gitara
- Chris Meredith - gitara basowa
- Leroy "Horsemouth" Wallace - perkusja
- Melbourne "George Dusty" Miller - perkusja
- Cleveland "Clevie" Browne - perkusja
- Wilburn "Squidley" Cole - perkusja
- Danny Brownie - keyboard
- Dean Fraser - saksofon